# Monroe Township (Ashtabula County, Ohio)
Monroe Township ist eines von 27 Townships des Ashtabula Countys im US-Bundesstaat Ohio. Nach der Volkszählung im Jahr 2000 waren hier 2268 Einwohner registriert.

## Geografie
Monroe Township liegt im Nordosten des Ashtabula Countys im äußersten Nordosten von Ohio, ist im Norden etwa 10 km vom Eriesee entfernt, grenzt im Osten an Pennsylvania und im Uhrzeigersinn an die Townships: Conneaut Township im Erie County (Pennsylvania), Beaver Township im Crawford County (Pennsylvania), Pierpont Township, Denmark Township, Sheffield Township und Kingsville Township.

## Verwaltung
Das Township wird durch ein Board of Trustees, bestehend aus drei gewählten Mitgliedern, verwaltet. Zwei Personen werden jeweils im Jahr nach der Präsidentschaftswahl gewählt und eine jeweils im Jahr davor. Die Amtszeit dauert in der Regel vier Jahre und beginnt jeweils am 1. Januar. Daneben gibt es noch einen Township Clerk (Schriftführer), der ebenfalls im Jahr vor der Präsidentschaftswahl auf eine vierjährige Amtszeit gewählt wird. Dessen Amtszeit beginnt jeweils am 1. April.